# Olympische Sommerspiele 2004/Teilnehmer (Griechenland)
| Gelbes Symbol für Goldmedaillen mit stilisierten Olympischen Ringen | Graues Symbol für Silbermedaillen mit stilisierten Olympischen Ringen | Braundes Symbol für Bronzemedaillen mit stilisierten Olympischen Ringen |
| ------------------------------------------------------------------- | --------------------------------------------------------------------- | ----------------------------------------------------------------------- |
| 6                                                                   | 6                                                                     | 4                                                                       |

Griechenland nahm als Gastgeber mit 426 Athleten, 211 Frauen und 215 Männern, an den Olympischen Sommerspielen 2004 in Athen teil.
Nie zuvor in der Geschichte der Olympischen Spiele stellte Griechenland ein größeres Team. Die griechischen Sportler nahmen dabei, bis auf die Wettbewerbe im Hockey, an allen angebotenen Disziplinen teil.
Seit 1896 war es die 25. Teilnahme Griechenlands bei Olympischen Sommerspielen. Damit war Griechenland neben Australien, Frankreich, der Schweiz und dem Vereinigten Königreich eine der fünf Nationen, die bis dahin bei allen Olympischen Sommerspielen teilgenommen hatten.

## Flaggenträger
Der Gewichtheber Pyrros Dimas trug die Flagge Griechenlands sowohl während der Eröffnungsfeier als auch bei der Abschlussfeier im Olympiastadion.

## Medaillen
Mit sechs gewonnenen Gold-, sechs Silber- und vier Bronzemedaillen belegte das griechische Team Platz 15 im Medaillenspiegel.

## Teilnehmer nach Sportarten

### Badminton
| Herren: - Georgios Patis - Theodoros Velkos |

### Baseball
Clayton Balinger, Bradley Buras, Andreas James Brack, James Dimitrelis, Dimitrios Douros, Cory Harris, Laurence Heisler, Dimitrios Karbougiaris, Jim Kavourias, Robert Kingsbury, George Kottaras, Michail Koutsantonakis, Alexandros Kremmidas, Petros Maistrallis, Nikolaos Markakis, Ross Meleches, Derek Nicholson, Erik Daniel Pappas, Peter Rasmusen, Christoforos Robinson, Vasilios Spanos, Shawn James Spencer, Panagiotis Sikaras, Panagiotis Sotiropoulos, Jared Theodorakos, Nikolaos Theodorou, Cory Antonios Theochakis, Clinton Zabaras

### Basketball
Herren:

Fragiskos Alvertis, Nikolaos Chatzivrettas, Dimosthenis Dikoudis, Antonios Fotsis, Dimitrios Diamantidis, Michalis Kakiouzis, Lazaros Papadopoulos, Theodoros Papaloukas, Dimitris Papanikolaou, Vasilis Spanoulis, Konstantinos Tsartsaris, Nikolaos Zisis
Damen:

Athina Christoforaki, Katerina Delli, Dimitra Kalentzou, Tatjana Kavadia, Sofia Kligopoulou, Anastasia Kostaki, Evanthia Maltzi, Maria Samorukova, Polimnia Sarengou, Irini Stachtiari, Atalanti Tasouli, Eleni Vasiliou

### Beachvolleyball
| Herren: - Pavlos Beligratis - Thanassis Michalopoulos | Damen: - Vasiliki Arvaniti - Vassiliki Karadassiou - Efthalia Koutroumanidou - Effrosyni Sfyri |

### Bogenschießen
| Herren: - Giorgos Kalogiannidis - Alexandros Karageorgiou - Apostolos Nanos | Damen: - Evangelia Psarra - Elpida Romantzi - Fotini Vavatzi |

### Boxen
- Marios Kaperonis
Leichtgewicht (- 60 kg)
- Spyros Ioannidis
Halbweltergewicht (- 64 kg)
- Theodoris Kotakos
Weltergewicht (- 69 kg)
- Georgios Gazis
Mittelgewicht (- 75 kg)
- Ilias Pavlidis
Halbschwergewicht (- 81 kg)
- Spyros Kladouchas
Schwergewicht (- 91 kg)

### Fechten
| Herren: - Georgios Abalof - Marinos Basmatzian - Jason Michael Dourakos - Konstantinos Manetas | Damen: - Dimitra Baganoudaki - Ioanna Christou - Maria Rentoumi - Niki-Katerina Sidiropoulou |

### Fußball
Herren:

Anestis Agritis, Giorgos Ambaris, Giorgos Fotakis, Aristidis Galanopoulos, Kleopas Giannou, Fanouris Goundoulakis, Christos Karypidis, Panagiotis Lagos, Dimosthenis Manousakis, Nikolaos Mitrou, Evangelos Moras, Konstantinos Nempegleras, Dimitrios Papadopoulos, Dimitrios Salpingidis, Miltos Sapanis, Ieroklis Stoltidis, Ioannis Taralidis, Spyros Vallas, Loukas Vyntra
Damen:

Eleni Benson, Natalia Chatzigiannidou, Maria Giatraki, Alexandra Kavvada, Tanja Kaliva, Konstantina Katsaiti, Angeliki Lagoumtzi, Maria Lazarou, Amalia Loseno, Eftichia Michailidou, Ileana Moschou, Dimitra Panteleiadou, Anastasia Papadopoulou, Athanasia Pouridou, Sofia Smith, Viki Soupiadou, Kalliopi Stratakis, Angeliki Tefani

### Gewichtheben
| Herren: - Leonidas Sampanis bis 62 kg - Viktor Mitrou bis 77 kg - Pyrros Dimas (Bronze) bis 85 kg - Georgios Markoulas bis 85 kg - Akakios Kachiasvilis bis 94 kg - Nikolaos Kourtidis bis 94 kg | Damen: - Chariklia Kastritsi bis 58 kg - Natasa Tsakiri bis 63 kg - Christina Ioannidi bis 75 kg - Vasiliki Kasapi über 75 kg |

### Handball
Herren:

Alexandros Alvanos, Spyros Balomenos, Georgios Chalkidis, Grigoris Chatsatourian, Ioannis Chrisopoulos, Nikolaos Grammatikos, Dimitrios Kafatos, Savas Karipidis, Nikolaos Kokolodimitrakis, Andreas Troupis, Konstantinos Tsilimparis, Dimitrios Tzimourtos, Alexandros Vasilakis, Evangelos Voglis, Georgios Zaravinas, Saša Živulović
Damen:

Georgia Dorotheou, Ioanna Fotadou, Stella Gioupi, Grigoria Golia, Eleftheria Mavrogeni, Michaela Michalopoulou, Eleni Nikoli, Anastasia Patsiou, Eleni Poimenidou, Eleni Potari, Anna Psatha, Vasiliki Skara, Tatjana Sousa, Vasiliki Theodoridou, Pegi Vemi

### Judo
| Herren: - Revazi Zintiridis bis 60 kg - Giorgi Wasagaschwili bis 66 kg - Lavrentios Alexanidis bis 73 kg - Ilias Iliadis (Gold) bis 81 kg - Dionisis Iliadis bis 90 kg - Vasilios Iliadis bis 100 kg - Charis Papaioannou über 100 kg | Damen: - Maria Karagiannopoulou bis 48 kg - Maria Tselaridou bis 52 kg - Ioulieta Boukouvala bis 57 kg - Elina Tampasi bis 63 kg - Alexia Kourtelesi bis 70 kg - Barbara Akritidou bis 78 kg - Eleni Ioannou (nicht angetreten) über 78 kg |

### Kanu
| Herren: - Alexandros Dimitriou Kanuslalom (Kajak-Einer) - Andreas Kilingaridis Kanu-Rennen (Einer-Kajak 500 m) - Apostolos Papandreou Kanu-Rennen (Einer-Canadier 500 m) - Christos Tsakmakis Kanuslalom (Canadier Einer) | Damen: - Athina Theodora Alexopoulou Kanu-Rennen (Einer-Kajak 500 m) - Maria Ferekidi Kanuslalom (Kajak-Einer) |

### Leichtathletik
| Herren: - Georgios Argiropoulos 50 km Gehen - Christoforos Choidis (nicht angetreten) 100 m - Stelios Dimotsios 400 m, 4 × 400 m Staffel - Marios Evangelou Stabhochsprung - Dimitrios Filindras Weitsprung - Anastasios Gousis 200 m, 400 m, 4 × 400 m Staffel - Dimitrios Gravalos (nicht angetreten) 4 × 400 m Staffel - Periklis Iakovakis 400 m Hürden, 4 × 400 m Staffel - Georgios Ikonomidis (nicht angetreten) 4 × 400 m Staffel - Spyros Kastanis 50 km Gehen - Konstantinos Kenteris (nicht angetreten) 200 m - Prodromos Korkizoglou Zehnkampf - Christos Meletoglou Dreisprung - Georgios Ntoumis (nicht angetreten) 4 × 400 m Staffel - Savvas Panavoglou Diskuswurf - Alexandros Papadimitriou Hammerwurf - Dimitrios Pietris (nicht angetreten) 110 m Hürden - Nikolaos Pollias Marathon - Panagiotis Sarris 200 m, 4 × 400 m Staffel - Dimitrios Serelis Weitsprung - Theodoros Stamatopoulos 50 km Gehen - Panagiotis Stroumpakos 800 m, 1500 m - Eleftherios Thanopoulos 20 km Gehen - Georgios Theodoridis 100 m - Louis Tsatoumas Weitsprung | Damen: - Georgia Ampatzidou Marathon - Chrysopigi Devetzi (Silber) Dreisprung - Konstantina Efentaki 1500 m - Chrysoula Ngoundenoudi 400 m, 4 × 400 m Staffel - Fani Chalkia (Gold) 400 m Hürden, 4 × 400 m Staffel - Olga Kaidantzi 200 m, 4 × 100 m Staffel, 4 × 400 m Staffel - Maria Karastamati 4 × 100 m Staffel - Ioanna Kafetzi Weitsprung - Anastasia Kelesidou (Silber) Diskuswurf - Georgia Kokloni 4 × 100 m Staffel - Christina Kokotou 20 km Gehen - Georgia Koumnaki (nicht angetreten) 4 × 400 m Staffel - Savva Lika Speerwurf - Mirela Maniani (Bronze) Speerwurf - Niki Mitropoulou Hochsprung - Chariklia Bounda 4 × 400 m Staffel - Dimitra Ntova 4 × 400 m Staffel - Kalliopi Ouzouni Kugelstoßen - Stella Papadopoulou Hammerwurf - Alexandra Papageorgiou Hammerwurf - Athina Papagianni 20 km Gehen - Paraskevi Patoulidou (nicht angetreten) 4 × 100 m Staffel - Efrosini Patsou 4 × 100 m Staffel - Athanasia Perra Dreisprung - Styliani Pilatou Weitsprung - Maria Protopapa 5000 m - Flora Rentoumi 100 m Hürden - Afroditi Skafida Stabhochsprung - Argyro Strataki Siebenkampf - Irini Terzoglou Kugelstoßen - Evdokia Tsamoglou Hammerwurf - Ekaterini Thanou (nicht angetreten) 100 m, 4 × 100 m Staffel - Styliani Tsikouna Diskuswurf - Georgia Tsiligiri Stabhochsprung - Angeliki Tsiolakoudi Speerwurf - Athanasia Tsoumeleka (Gold) 20 km Gehen - Marina Vasarmidou 4 × 100 m Staffel - Olga Vasdeki Dreisprung - Ekaterini Vongoli Diskuswurf - Niki Xanthou Weitsprung |

### Moderner Fünfkampf
| Herren: - Vasilios Floros | Damen: - Katerina Partic |

### Radsport
| Herren: - Georgios Cheimonetos Olympischer Sprint - Dimitrios Georgalis Olympischer Sprint, 1000-m-Zeitfahren - Manolis Kotoulas Mountainbike - Lambros Vasilopoulos Olympischer Sprint, Keirin | Damen: - Kiriaki Konstantinidou Punktefahren (Bahn) |

### Reiten
| Herren: - Antonis Petris Springreiten | Damen: - Emanuela Athanasiadi Springreiten - Heidi Antikatzidis Vielseitigkeit - Alaia Demiropoulou Dressur - Gerta Leman Dressur - Chana Mitilineou Springreiten - Alexandra Sourla Dressur - Danai Tsatsou Springreiten |

### Rhythmische Sportgymnastik
Mannschaftswertung:

Styliani Christidou, Eleni Chronopoulou, Ilektra Elli Efthymiou, Maria Kakiou, Varvara Magnisali, Stergiani Pantazi
Einzelmehrkampf:

Elina Andriola, Theodora Pallidou

### Ringen
| Herren: - Freistil - Amiran Kartanow bis 55 kg - Bezik Aslanasvili bis 60 kg - Apostolos Taskoudis bis 66 kg - Emzarios Bentinidis bis 74 kg - Lazaros Loizidis bis 84 kg - Alexandros Laliotis bis 96 kg - Nestoras Mpatzelas bis 120 kg - Griechisch-römisch - Artiom Kiourengian (Bronze) bis 55 kg - Christos Gikas bis 60 kg - Konstantinos Arkoudeas bis 66 kg - Alexios Kolitsopoulos bis 74 kg - Dimitrios Avramis bis 84 kg - Georgios Koutsioumpas bis 96 kg - Xenofon Koutsioubas bis 120 kg | Damen: - Freistil - Fani Psatha bis 48 kg - Sofia Poumpouridou bis 55 kg - Stavroula Zigouri bis 63 kg - Maria-Luisa Vironi bis 72 kg |

### Rudern
| Herren: - Vasileios Polymeros (Bronze) Leichtgewicht Männer – Doppelzweier - Nikolaos Skiathitis (Bronze) Leichtgewicht Männer – Doppelzweier | Damen: - Chrisa Biskitsi Leichtgewicht Frauen – Doppelzweier - Maria Sakellaridou Leichtgewicht Frauen – Doppelzweier |

### Schießen
| Herren: - Nikolaos Antoniadis Trap - Dionisios Georgakopoulos Freie Pistole 50 m, Luftpistole 10 m - Evangelos Liorgis Kleinkaliber Dreistellungskampf 50 m, Laufende Scheibe 10 m - Georgios Petsanis Luftgewehr 10 m - Georgios Salavantakis Skeet - Konstantinos Savorgiannakis Luftgewehr 10 m - Angelos Spyropoulos Doppel-Trap | Damen: - Maria Faka Luftgewehr 10 m - Marina Karaflou Luftpistole 10 m - Agathi Kasoumi Sportpistole 25 m - Alexia Smirli Luftgewehr 10 m |

### Schwimmen
| Herren: - Romanos Alyfantis 200 m Brust - Apostolos Antonopoulos 4 × 200 m Freistil - Georgios Diamantidis 1500 m Freistil - Ioannis Drymonakos 200 m Schmetterling, 400 m Lagen - Spyros Gianniotis 400 m Freistil, 1500 m Freistil - Andonios Ngioulmbas 200 m Rücken - Aristeidis Grigoriadis 100 m Freistil, 100 m Rücken, 4 × 100 m Freistil - Ioannis Kokkodis 200 m Lagen, 400 m Lagen - Dimitrios Manganas 400 m Freistil, 4 × 200 m Freistil - Spyros Mpitsakis 4 × 100 m Freistil - Christos Papadopoulos 100 m Brust - Sotirios Pastras 100 m Schmetterling - Apostolos Tsagarakis 50 m Freistil - Alexandros Tsoltos 4 × 100 m Freistil - Nikolaos Xylouris 4 × 200 m Freistil - Andreas Zisimos 200 m Freistil, 4 × 100 m Freistil, 4 × 200 m Freistil | Damen: - Vasiliki Agelopoulou 200 m Schmetterling, 400 m Lagen - Zoi Dimoschaki 200 m Freistil, 400 m Freistil, 4 × 100 m Freistil, 4 × 200 m Freistil - Irini Karastergiou 100 m Rücken, 200 m Rücken - Irini Kavarnou 100 m Schmetterling - Irini Kosta (nicht angetreten) 4 × 100 m Freistil, 4 × 200 m Freistil - Eleni Kosti 4 × 100 m Freistil - Marianna Lymberta 800 m Freistil, 4 × 200 m Freistil - Zeta Manoli 4 × 200 m Freistil - Martha Matsa 50 m Freistil, 4 × 100 m Freistil - Nery Mantey Niangkouara 50 m Freistil, 100 m Freistil, 4 × 100 m Freistil - Katja Sarakatsani 100 m Brust - Athina Tsavela 200 m Brust, 200 m Lagen - Evagelia Tsaga 4 × 200 m Freistil |

### Softball
Jessica Basor, Lindsay Basor, Cloe Closeman, Jamy Farngworth, Sarah Farngworth, Stacy Farngworth, Gini Georganta, Joanna Gail, Lindsay James, Vanessa Jarneski, Christina Karantza, Katerina Koutoungou, Katina Kramos, Ioanna Mpouziou, Stefanie Skiga-Maxwell

### Synchronschwimmen
Aglaia Anastasiou, Maria Christodoulou, Eleftheria Ftouli (startete auch im Duett), Eleni Georgiou, Effrosyni Gouda, Apostolia Ioannou, Evgenia Koutsoudi, Olga Pelekanou, Christina Thalassinidou (startete auch im Duett)

### Segeln
| Herren: - Evangelos Chimonas Laser - Christos Garefis Tornado - Nikolaos Kaklamanakis (Silber) Windsurfen - Georgios Kontogouris Star - Andreas Kosmatopoulos 470er - Emilios Papathanasiou Finn Dinghy - Iordanis Paschalidis Tornado - Athanasios Pachoumas 49er - Leonidas Pelekanakis Star - Vasilios Portosalte 49er - Konstantinos Trigonis 470er | Damen: - Sofia Bekatorou (Gold) 470er - Eleni Dimitrakopoulou Yngling - Katerina Giagoumi Yngling - Virginia Kravarioti Europe - Eftichia Mantzaraki Yngling - Aimilia Tsoulfa (Gold) 470er - Antonia-Athina Frey Windsurfen |

### Taekwondo
| Herren: - Michalis Mouroutsos bis 58 kg - Alexandros Nikolaidis (Silber) über 80 kg | Damen: - Areti Athanasopoulou bis 57 kg - Elisavet Mystakidou (Silber) bis 67 kg |

### Tennis
| Herren: - Konstantinos Economidis Doppel, Einzel - Vasilis Mazarakis Doppel | Damen: - Eleni Daniilidou Doppel, Einzel - Christina Zachariadou Doppel |

### Tischtennis
| Herren: - Panagiotis Gionis Doppel, Einzel - Kalinikos Kreanga Doppel; Einzel | Damen: - Maria Mirou Doppel - Archondoula Volakaki Doppel, Einzel |

### Trampolinturnen
| Herren: - Michalis Pelivanidis |

### Triathlon
| Herren: - Vasilis Krommidas |

### Turnen
| Herren: - Vlasis Maras Einzelmehrkampf, Reck - Dimosthenis Tampakos (Gold) Ringe | Damen: - Maria Apostolidi Einzelmehrkampf - Stefani Bismpikou Einzelmehrkampf |

### Volleyball
Herren:

Theodoros Baef, Theodoros Chatziantoniou, Konstantinos Christofidelis, Marios Giourdas, Vasilis Kournetas, Andrej Kravárik, Ilias Lappas, Sotirios Pantaleon, Konstantinos Prousalis, Nikolaos Roumeliotis, Georgios Stefanou, Antonios Tsakiropoulos
Damen:

Eleftheria Chatzinikou, Maria Garangouni, Niki Garangouni, Sofia Iordanidou, Eleni Kiosi, Eleni Memetzi, Rouxantra Ntoumitreskou, Viki Papazoglou, Zana Proniadou, Charikleia Sakoula, Georgia Tzanakaki, Ioanna Vlachou

### Wasserball
Herren:

Christos Afroudakis, Georgios Afroudakis, Theodoros Chatzitheodorou, Nikolaos Deligiannis, Theodoris Kalakonas, Konstandinos Loudis, Dimitrios Mazis, Georgios Reppas, Stefanos Sanda, Anastasios Schizas, Argyris Theodoropoulos, Ioannis Thomakos, Manthos Voulgarakis
Damen (Silber):

Dimitra Asilian, Georgia Ellinaki, Eftychia Karagianni, Angeliki Karapataki, Stavroula Kozompoli, Georgia Lara, Kyriaki Liosi, Antiopi Melidoni, Antonia Moraiti, Evangelia Moraitidou, Anthoula Mylonaki, Aikaterina Oikonomopoulou, Antigoni Roubessi

### Wasserspringen
| Herren: - Thomas Bimis (Gold) Kunstspringen 3 m, Synchronspringen 3 m - Ioannis Gavriilidis Turmspringen 10 m, Synchronspringen 10 m - Nikolaos Siranidis (Gold) Kunstspringen 3 m, Synchronspringen 3 m - Sotirios Trakas Turmspringen 10 m, Synchronspringen 10 m | Damen: - Diamantina Georgatou Kunstspringen 3 m, Synchronspringen 3 m - Sotiria Koutsopetrou Kunstspringen 3 m, Synchronspringen 3 m - Eftychia Pappa-Papavasilopoulou Turmspringen 10 m, Synchronspringen 10 m - Florentia Sfakianou Synchronspringen 10 m |